# Elskeren
Elskeren er en dansk kortfilm fra 1979 med instruktion og manuskript af Claus Ploug.

## Handling
Denne artikel mangler et handlingsreferat. Hjælp os med at skrive det.